# Costa Rica nos Jogos Olímpicos de Inverno de 2002
Costa Rica participou dos Jogos Olímpicos de Inverno de 2002, realizados em Salt Lake City, nos Estados Unidos. 
Foi a quinta aparição do país nos Jogos Olímpicos de Inverno onde foi representado apenas pelo esquiador cross-country Arturo Kinch, que competiu em duas provas.

## Competidores
Esta foi a participação por modalidade nesta edição:
| Esporte             | Masculino | Feminino | Total |
| ------------------- | --------- | -------- | ----- |
| Esqui cross-country | 1         | 0        | 1     |
| Total               | 1         | 0        | 1     |

## Desempenho

### Esqui cross-country
Masculino
| Atleta       | Evento     | Qualificação | Qualificação | Quartas de final | Quartas de final | Semifinal   | Semifinal   | Final       | Final       | Ref.  |
| Atleta       | Evento     | Tempo        | Pos.         | Tempo            | Pos.             | Tempo       | Pos.        | Tempo       | Pos.        | Ref.  |
| ------------ | ---------- | ------------ | ------------ | ---------------- | ---------------- | ----------- | ----------- | ----------- | ----------- | ----- |
| Arturo Kinch | Velocidade | 4:22.72      | 68º          | Não avançou      | Não avançou      | Não avançou | Não avançou | Não avançou | Não avançou | [ 3 ] |

| Atleta       | Evento                | 10 km clássico | 10 km clássico | 10 km livre | 10 km livre | Ref.  |
| Atleta       | Evento                | Tempo          | Pos.           | Tempo       | Pos.        | Ref.  |
| ------------ | --------------------- | -------------- | -------------- | ----------- | ----------- | ----- |
| Arturo Kinch | Perseguição combinada | 41:30.5        | 78º            | Não avançou | Não avançou | [ 4 ] |

Legenda
| Recorde mundial      | Recorde mundial (World record)               |                       | Recorde africano                      | Recorde africano (African) |                                           | Q | Classificado por posição (Qualified) |
| Recorde olímpico     | Recorde olímpico (Olympic record)            | Recorde da América    | Recorde da América (Americas)         | q                          | Classificado por melhor tempo (Qualified) |   |                                      |
| Melhor marca do ano  | Melhor marca do ano (World leading)          | Recorde asiático      | Recorde asiático (Asian)              | DNS                        | Não largou (Did not start)                |   |                                      |
| Recorde nacional     | Recorde nacional (National record)           | Recorde europeu       | Recorde europeu (European)            | DNF                        | Não terminou (Did not finish)             |   |                                      |
| Recorde pessoal      | Recorde pessoal do atleta (Personal best)    | Recorde da Oceania    | Recorde da Oceania (Oceania)          | DSQ / DQ                   | Desclassificado (Disqualified)            |   |                                      |
| Recorde da temporada | Recorde da temporada do atleta (Season best) | Recorde sul-americano | Recorde sul-americano (South America) | NM                         | Sem marca (No mark)                       |   |                                      |